# Familienferienstätte
Als Familienferienstätte wird eine Einrichtung bezeichnet, die insbesondere finanzschwächeren Familien einen preiswerten Urlaub ermöglichen soll. Während in den 1950er und 1960er Jahren derartige Familienferienstätten in Deutschland in großem Umfang entstanden sind, stellten viele dieser Familienferienstätten ihren Betrieb seit den 1980er Jahren ein oder änderten ihr Konzept.
Betreiber von Familienferienstätten sind vielfach Kirchen, Gewerkschaften und gemeinnützige Vereine. Das Bonner Bundesfamilienministerium förderte seit 1968 den Ausbau der Familienferienstätten mit Subventionen von rund 100 Millionen. Mitte der 1970er Jahre bestanden Familienferienstätten mit insgesamt 20 000 Betten. Die 109 Ferienheime und 53 Feriendörfer bestanden in der ganzen Bundesrepublik. Einen Schwerpunkt hatten sie jedoch in den deutschen Mittelgebirgen zwischen Köln, Frankfurt und Kassel.
Ursprünglich war das Recht, dort verbilligt Urlaub zu machen, Familien mit einer Mindestzahl an Kindern und einem Höchsteinkommen vorbehalten. Nachdem die Auslastung ab Anfang der 1980er Jahre sank, wurden diese Anforderungen schrittweise reduziert.
Heute bestehen 107 Familienferienstätten, die in der Bundesarbeitsgemeinschaft Familienerholung zusammengeschlossen sind.